# Матьє Лемуан
Матьє Лемуан (фр. Mathieu Lemoine, нар. 17 квітня 1984) — французький вершник, олімпійський чемпіон 2016 року.

## Виступи на Олімпіадах
| Олімпіада           | Дисципліна               | Місце |
| ------------------- | ------------------------ | ----- |
| Ріо-де-Жанейро 2016 | індивідуальне триборство | 15    |
| Ріо-де-Жанейро 2016 | командне триборство      | 1     |

## Зовнішні посилання
- Матьє Лемуан — олімпійська статистика на сайті Sports-Reference.com (англ.) (архівна версія)